# Florentino Ameghino (município)
Florentino Ameghino (partido) é um partido (município) da província de Buenos Aires, na Argentina. Possuía, de acordo com estimativa de 2019, 9.578 habitantes.